# تشارلز د. روبنسون
تشارلز د. روبنسون (بالإنجليزية: Charles D. Robinson)‏ هو سياسي أمريكي، ولد في 1822 في مقاطعة أونونداغا في الولايات المتحدة، وتوفي في 1886. حزبياً، نشط في الحزب الديمقراطي. وقد انتخب عضو جمعية ولاية ويسكونسن.